# Stadion Hrazdan
Stadion Hrazdan (Armenski: «Հրազդան» մարզադաշտ) je višenamjenski stadion u gradu Erevanu, Armenija. Otvoren je 1970. i naveće je sportsko borilište u Armeniji. Većinom se koristi za nogometne utakmice. Domaći je teren za klubove FC Ararat Erevan i Ulisses FC. Stadion je nakon izgradnje mogao primiti do 75.000 gledatelja i bio je među tri najveća stadiona u Sovjetskom Savezu. Nakon restauracije 2008. godine, kapacitet je smanjen na 53.849 mjesta, ali su sva mjesta postala sjedeća. Nogometna reprezentacija SSSR-a je na ovom stadionu 1978. odigrala utakmice protiv Finske i Grčke.

## Vanjske poveznice
- (en) Službena stranica Hrazdan holdinga